# 白下城
白下城是六朝时建康城西北长江边的卫城。
白下城，最早为东晋咸和三年（328年）陶侃率军平定苏峻之乱时於石頭城附近修筑的白石垒，又名白石陂。
关于白下城的最早记载见于南朝刘宋时期，南齐永明六年（488年）时进一步增筑，并将南琅邪郡移治白下，此后又称琅邪城。
唐朝武德九年（626年），因为白下城的缘故，金陵县更名为白下县，並將白下、延陵、句容等三地改隸屬潤州。
明清以后，城池的具体位置已难考证。有认为，今在南京城西北部狮子山一带发掘的城墙遗址为白下城遗址。白下城是南京别称“白下”的由来。